# Foča
Foča (cirílico serbio: Фоча) es una ciudad y municipio en el sureste de Bosnia y Herzegovina, junto al río Drina, en la región de Foča en República Srpska.

## Historia

### Historia antigua
La ciudad fue conocida como Hvoča (Хвоча) durante la época medieval. Entonces era un conocido centro comercial en la ruta entre Ragusa (hoy Dubrovnik) y Constantinopla (hoy Estambul, Turquía). 
El municipio fue escenario de la batalla de Sutjeska entre partisanos de Yugoslavia y el ejército alemán. Un monumento a los partisanos muertos en la batalla se erigió en la aldea de Tjentište.

### Guerra de Bosnia y posterior
En 1992, la ciudad quedó bajo el control de paramilitares serbios, y todos las bosnios fueron expulsados de la zona.  Se han denunciado 2704 casos de desapariciones de personas del municipio durante la guerra, la mayoría de los cuales son bosnios. Por su parte, las mujeres padecieron violaciones masivas cometidas por el ejército serbobosnio.
Según los testimonios de habitantes de la zona, los hombres y las mujeres fueron separados, y muchos de los hombres internados en campamentos. Las mujeres se mantenían en diversos centros de detención donde tuvieron que vivir en duras condiciones, denunciando maltratos y violaciones por parte de militares serbobosnios. Años más tarde, en el TPIY, la exlíder de los serbios de Bosnia y presidenta de la República Srpska, Biljana Plavšić admitió la existencia de estas violaciones en masa en Foča.
El 22 de abril de 1992, el ejército serbobosnio voló la Mezquita Aladža. Ocho mezquitas más, de los siglos XVI y XVII, también fueron dañadas o totalmente destruidas.
En 1995, tras los Acuerdos de Dayton, se creó un corredor para vincular territorialmente el enclave de la ciudad bosnia de Gorazde a la federación croata-musulmana- y, como consecuencia, la parte norte de Foča, se separó para crear la ciudad de Foča-Ustikolina. 
La ciudad pasó a llamarse Srbinje (serbio: Србиње), literalmente "lugar de los serbios" (de Srbi, serbio, y nje que es un sufijo locativo). En 2004, el Tribunal Constitucional de Bosnia y Herzegovina declaró la inconstitucionalidad del cambio de nombre, y volvió a denominarse Foča, hasta que la Asamblea Nacional de la República Srpska elabore una ley apropiada.

## Población

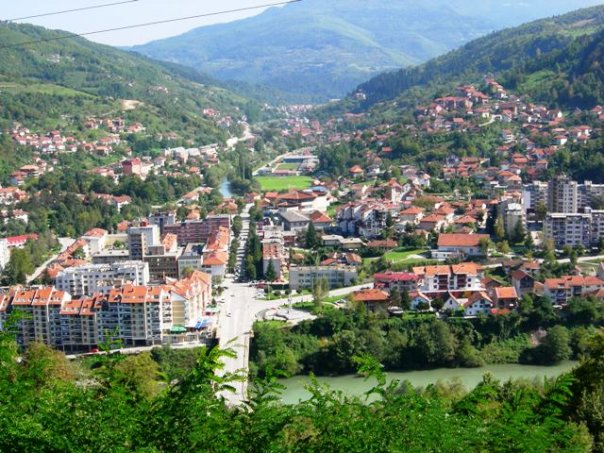
Vista aérea de Foča

### 1971
Total: 48 741 
- Bosnios : 25 766 (52,86 %)
- Serbios : 21 458 (44,02 %)
- Croatas : 218 (0,44 %)
- Yugoslavos : 102 (0,20 %)
- Otros : 1197 (2,48 %)

### 1991
Según el censo de 1991, el municipio de Foča tenía una población total de 40 513 habitantes. La distribución étnica era la siguiente: 
- Bosnios: 20 898 (51,58 %)
- Serbios: 18 339 (45,27 %)  (Véase: serbobosnio)
- Yugoslavos: 448 (1,11 %)
- Croatas: 104 (0,26 %)  (Véase: bosniocroata)
- Otros: 73

En la ciudad de Foča en sí había una población total de 16 628 habitantes, incluyendo: 
- Serbios: 8713 (52,39 %)
- Bosnios: 7029 (42,27 %)
- Otros: 886 (5,34 %)

## Características
Foca es la capital del municipio de Foča y de la región de Foča. 
Alberga algunas facultades (como la de Medicina y la Facultad de Teología Ortodoxa de San Basilio de Ostrog.), de la Universidad de Sarajevo Oriental. En la ciudad también se ubica uno de los siete seminarios de la Iglesia Ortodoxa Serbia, el Seminario de San Pedro de Sarajevo y Dabar-Bosna. Fue también, hasta 1992, la sede de uno de los institutos islámicos más importantes de Bosnia, la Madrassa de Mehmed Paša Sokolović. 
La tercera mayor iglesia ortodoxa serbia edificada en los Balcanes fue construida en Foča.[cita requerida]
El Parque nacional Sutjeska, que es el más antiguo de Bosnia y Herzegovina, está situado en el municipio.

## Ciudades hermanadas
- Kragujevac (Serbia)